# Утакмице фудбалске репрезентације Мађарске 1946.
| Домаћин · 1946 | Гост · 1946 |

Фудбалска репрезентација Мађарске је током 1946. године одиграла три утакмице. Два меча је играла против репрезентације Аустрије са половичним успехом, један пораз и једна победа. Трећу утакмицу је играла против репрезентације Луксембурга у Луксембургу, утакмицу коју луксембуршки савез не сматра званичном утакмицом.
Савезни селектор националног тима у овом периоду је био:
- Тибор Галовић

## Утакмице
| Аустрија                                 | 3 : 2 (1 : 2) | Мађарска                      |
| ---------------------------------------- | ------------- | ----------------------------- |
| Декер 24’ 86’ · Шандор Балог II 72’ (аг) | Извештај      | Иштван Њерш 6’ · Женгелер 26’ |

| Мађарска     | 2 : 0 (2 : 0) | Аустрија |
| ------------ | ------------- | -------- |
| Деак 13’ 32’ | Извештај      |          |

| Луксембург  | 2 : 7 (1 : 3) | Мађарска                                              |
| ----------- | ------------- | ----------------------------------------------------- |
| Шеа 17’ 47’ | Извештај      | Пушкаш 15’ 60’ 85’ · Деак 30’ 70’ 75’ · Нађмароши 32’ |

## Играчи репрезентације
| - Иштван Њерш - Ференц Деак - Ференц Пушкаш - Ђула Женгелер - Шандор Биро - Ференц Суса - Ференц Рудаш - Иштван Мајк Мајер |